# .tn

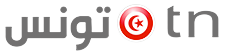

.tn은 튀니지의 인터넷 국가 코드 최상위 도메인이다.

## 2차 도메인
2차 도메인으로 직접 등록할 수 있고, 아래의 이름 아래에 3차 도메인으로 등록할 수 있다.
.com.tn, .ens.tn, .fin.tn, .gov.tn, .ind.tn, .intl.tn, .nat.tn, .net.tn, .org.tn, .info.tn, .perso.tn, .tourism.tn, .edunet.tn, .rnrt.tn, .rns.tn, .rnu.tn, .mincom.tn, .agrinet.tn, .defense.tn